# Cinna
Lucius Cornelius Cinna, död 84 f.Kr., romersk politiker (popular), konsul 87–84 f.Kr och svärfar till Julius Caesar. Som anhängare till Marius deltog han i den politiska kupp i Rom 88 f.Kr. som genom folktribunen Sulpicius fråntog den sittande konsulen Sulla befälet i kriget mot Mithridates VI Eupator. Han flydde till Nordafrika under det inbördeskrig som följde men återvände följande år sedan Marius satt upp en ny härstyrka. Förenade tågade de in i staden 87 f.Kr.. Efter Marius död i januari följande år var Cinna stadens härskare, men mördades 84 f.Kr. av sina egna soldater sedan han försökt organisera dem till motstånd mot Sullas anhängare. Denne återvände segerrik från östern 82 f.Kr. och fördrev Cinnas anhängare. Hans dotter Cornelia föranmäldes 86 f.Kr., under inbördeskrigets kulmen med en ung och lovande politiker, Gajus Julius Caesar, son till den avlidne guvernören av Asia Minor.